# لو موند دیپلماتیک
لو موند دیپلماتیک (به فرانسوی: Le Monde diplomatique) به معنی «دنیای دیپلماتیک» یک ماهنامه فرانسوی خبری و نظری است.
این نشریه در سال ۱۹۵۴ توسط هوبرت بو مری همچون ضمیمه نشریه لو موند پایه‌گذاری شد. در آغاز، نشریه تخصصی محافل و فعالان حوزه دیپلماتیک بود اما به تدریج جهت‌گیری سیاسی خود را یافت. لو موند دیپلماتیک در فوریه ۲۰۰۹ دارای ۷۲ نشر بین‌المللی به ۲۵ زبان با تیراژی معادل ۲٬۵ میلیون نسخه بود. این نشریه دارای ۲۶ نشر الکترونیکی بر روی اینترنت می‌باشد. لو موند دیپلماتیک از سال ۲۰۲۳ در ۳۳ نسخه (۹ نسخه فقط دیجیتال) و در۲۴ زبان در سراسر جهان منتشر می‌شود.
لو موند دیپلماتیک به زبان فارسی https://ir.mondediplo.com/ از سال ۲۰۰۳ بر روی اینترنت انتشار می‌یابد. لو موند دیپلماتیک پس از سه سال توقف دوباره در روز ۴ خرداد ۱۳۹۱ در ایران به صورت ضمیمه روزنامه شرق منتشر شد. این انتشار دیری نپایید و پس از چند ماه متوقف شد و از سال ۱۳۹۱ تنها به صورت اینترنتی انتشار می‌باید.

## لو موند دیپلماتیک اس‌ای
آندره فونتن، مدیر لو موند، در سال ۱۹۸۹ قراردادی را با کلود ژولین امضا کرد که استقلال ماهنامه را تضمین می‌کرد. اما در سال ۱۹۹۶ با ایجاد لو موند دیپلماتیک اس‌ای استقلال قانونی، اقتصادی و مالی کامل آن را به دست آورد. با کمک مالی گونتر هولزمن، یک ضدفاشیسم آلمانی که قبل از جنگ جهانی دوم به بولیوی تبعید شده بود، کارمندان ماهنامه تقریباً یک چهارم سرمایه را به دست آوردند، سپس در ۱۹۰۱ انجمن خوانندگان قانون، دوستان لو موند دیپلماتیک، یک چهارم دیگر را خریداری کرد.
بنابراین، از پایان سال ۲۰۰۰، کارمندان و خوانندگان روزنامه ۴۹ درصد از سرمایه لو موند دیپلماتیک اس‌ای را حفظ کردند، و ۵۱ درصد باقی مانده متعلق به لو موند است.

## جنجال‌ها

### انتقاد
مدیرکل سابق لوموند دیپلماتیک، برنارد کاسن انتقادی را متوجه ژان ماری کلمبانی، سردبیر سابق روزنامه لو موند، کرد که: «لو موند دیپلماتیک مجله عقاید است و مجله لو موند یک مجله نظرات».

### تئوری‌های توطئه ۱۱ سپتامبر
نسخه نروژی لو موند دیپلماتیک ژوئیه ۲۰۰۶ هنگامی که سردبیران به ابتکار خود یک داستان اصلی سه صفحه‌ای را در مورد حملات ۱۱ سپتامبر ۲۰۰۱ منتشر کردند و انواع مختلف تئوری‌های توطئه ۱۱ سپتامبر را خلاصه کردند (که این گونه نبودند) علاقه را برانگیخت. به‌طور خاص توسط روزنامه تأیید شده‌است، فقط بررسی شده‌است).